# Хайдар Усмонов
Село Х. Усмонов (Х. Усманов) — село в Ходжентском районе Согдийской области Республики Таджикистан. Село было создано в 1968 году постановлением Верховного Совета Республики Таджикистан. Общая площадь общины составляет 685 га. Численность населения по состоянию на 01.01.2013 г. составляет 37 458 человек, в том числе 6 152 домохозяйства. В общине функционируют 2 промышленных предприятия, 6 средних школ, 1 начальная школа, 1 гимназия «Нур», 1 детский сад, 1 больница, 3 здравпункта, 6 домов здоровья, 40 пунктов бытового обслуживания и торговых центров, 2 клуба. В его состав входят села Румон, Шайхбурхан, Пуличукур, Кулангир, Джой Кази и район А. Зиеева. Расположенный в деревне Кулангир в восточной части общины, он, как говорят, когда-то был лагерем кулангов. Горожане воспользовались возможностью отдохнуть и поохотиться на вкуснейших птиц. Основное занятие жителей села — земледелие. На окраине села Шайхбурхан находится символическая могила Обнаженного меча, название села, сохранившего имя этого человека. Жители села в основном занимаются предпринимательством. Название деревни Пуличукур означает мост, расположенный в глубокой долине. Жители села занимаются предпринимательством и ремеслами. Считается, что название деревни Румон произошло от арабского слова «Руммон», что означает гранатовая роща.
В джамоате 7127 домохозяйств. В его состав входят деревни Румон, Шейхбурхан, Пули Тукуп, Кулангир, Джуйи Кази и Дехсар. (01.01.2020)
Численность населения по состоянию на 01.01.2020 составляет 41893 человека.
Включая:
Мужчины — 20 602 чел.
Женщины — 21 291 чел.
Семьи — 10729
Фермы — 7127
Количество улиц — 87
Дата рождения: 02.09.1968
Что означает это имя:
Центр: деревня Румон
Территория: 685 га (по состоянию на 01.01.2013)
Нет.
Виды (категории) земель
количество (га)
1.
Земли заднего двора
583 га
2.
Земли личного подсобного хозяйства граждан
102 га
3.
Подводные земли
-
4.
Земля под дорогой
166,6 га
5.
Земля под застройку и объекты
208,2 га
6.
Прочие земли, не используемые в сельском хозяйстве
106,2 га
Общий:
583 га
Образовательные учреждения Джамаата (01.01.2020)
Среднее учебное заведение № 12
Среднее учебное заведение № 13
Среднее учебное заведение № 23
Среднее учебное заведение № 24
Среднее учебное заведение № 25
Среднее учебное заведение № 26
Школа-гимназия «Нур»
Детский сад № 8
Частный детский сад «Шахнур»
Частный детский сад «Парасту»
Частный детский сад «Полет мечты».
Медицинские учреждения района (01.01.2020)
Больница № 3 на 70 коек
3 сельских медицинских центра, 6 домов здоровья, 1 отделение неотложной помощи
Сельский центр здоровья имени Хайдара Усмонова
Сельский центр здоровья «Одил»
Кулангирский сельский центр здоровья
Дома здоровья: (01.01.2020)
Центр здоровья «Инкилоб»
Римский Центр Здоровья
Медицинский центр Лаби Хавзча
Медицинский центр Айни
Медицинский центр Шайхбурхан
Региональный центр здоровья им. А. Зиёева
Культурные центры (01.01.2020)
Дворец культуры
музыкальная школа
3 библиотеки
1 электронная библиотека
Сервисные центры (01.01.2020)
Автомастерская — 14 шт.
Швейный цех — 4 шт.
Кухни — 7 шт.
Торговый центр — 12 ед.
Ресторан — 3 шт.
Пекарни — 17 шт.
Чайные домики — 12 шт.
Пункт продажи топлива — 6 шт.
Ванная комната — 2 шт.
Ковроткацкий центр — 1 шт.
Учебный центр по шитью — 1 шт.
Парикмахерские — 13 шт.
Государственное коммунальное предприятие «Хайдар Усмонов»
Предприятия пищевой промышленности (01.01.2020)
Магазин мороженого Deep Bridge
Азия на улице Ф. Ахмедова
Деятельность мечетей
Мечети — 3 шт.
Мечети пятикратной молитвы — 33 единицы